# بخش سرفاریاب
بخش سرفاریاب یکی از بخش‌های شهرستان چرام در استان کهگیلویه و بویراحمد ایران است.شهر سرفاریاب مرکز این بخش است. این بخش به دلیل موقعیت جغرافیایی و قرار گرفتن بین مناطق گرمسیری و سردسیری استان  در طول سال مورد توجه گردشگران زیادی قرار می گیرد.

## تقسیمات کشوری
- - دهستان پشته ذیلایی
  - دهستان سرفاریاب

شهرها:  سرفاریاب

## جمعیت
بنابر سرشماری مرکز آمار ایران، جمعیت بخش سرفاریاب شهرستان چرام در سال ۱۳۹۵ برابر با ۱۹٬۲۵۸ نفر بوده است.